# FK Sarajevo
FK Sarajevo (viết tắt FKS, tên đầy đủ: "Fudbalski klub Sarajevo"), (chữ Kirin: Фудбалски клуб Сарајево; tiếng Anh: Sarajevo Football Club) là một câu lạc bộ bóng đá chuyên nghiệp của Bosna và Hercegovina có trụ sở tại thủ đô Sarajevo. FK Sarajevo là một trong những câu lạc bộ thành công nhất cả nước. Họ đang thi đấu tại giải Ngoại hạng Bosnia và Herzegovina - Premijer Liga.
Sân nhà của CLB là Sân vận động Asim Ferhatović Hase, được đặt theo tên huyền thoại của CLB - tiền đạo Asim Ferhatović. Sân vận động có sức chứa 34.630 người, và là sân vận động lớn nhất tại Bosna và Hercegovina. CLB được nhiều người Việt Nam biết đến vì ông chủ hiện tại là một doanh nhân người Việt.

## Lịch sử
Được thành lập vào ngày 24 tháng 10 năm 1946, FK Sarajevo là câu lạc bộ thành công nhất của Bosnia và Herzegovina ở Liên bang Nam Tư cũ, giành được hai danh hiệu vô địch Yugoslav First League của Nam Tư, về nhì trong hai lần khác và xếp thứ 6 trên BXH của giải đấu.
Ngày nay, FK Sarajevo là một trong những CLB bóng đá nổi bật nhất của giải Ngoại hạng Bosnia và Herzegovina - Premijer Liga, họ đã giành được 5 chức vô địch Premijer Liga, 6 Cúp Bosnia và 1 Siêu cúp Bosnia. CLB là đại diện tiêu biểu nhất của Bosnia và Herzegovina tại đấu trường châu Âu. FK Sarajevo là câu lạc bộ bóng đá nổi tiếng nhất trong nước, kình địch với họ là FK Željezničar, trận đấu của 2 đội được gọi là derby Sarajevo, hay còn được gọi là trận derby vĩnh cửu (Vječiti derbi).
FK Sarajevo đã thường xuyên tham dự vòng loại Europa League trong thế kỷ 21, nhưng vẫn chưa vượt qua vòng bảng. Sau chức vô địch quốc gia mùa giải 2006–07 dưới thời huấn luyện viên Husref Musemić, Sarajevo đã chơi ở UEFA Champions League lần đầu tiên ở thể thức hiện tại.

## Sân vận động và trung tâm đào tạo
Sân nhà của CLB là Sân vận động Asim Ferhatović Hase, được đặt theo tên huyền thoại của CLB - tiền đạo Asim Ferhatović. Sân vận động có sức chứa 34.500 người, và là sân vận động lớn nhất tại Bosna và Hercegovina, xây dựng từ năm 1983.

## Lãnh đạo và tổ chức
Vincent Tan, một doanh nhân người Malaysia và là chủ sở hữu của câu lạc bộ bóng đá xứ Wales - Cardiff City FC, đã mua lại FK Sarajevo vào cuối năm 2013 với cam kết đầu tư 2 triệu đô la vào câu lạc bộ.
Kể từ tháng 3 năm 2019, FK Sarajevo được điều hành bởi doanh nhân Việt Nam - Nguyễn Hoài Nam (tổng giám đốc Berjaya Việt Nam) và Công ty Cổ phần Đầu tư và Thương mại PVF (Quỹ Đầu tư và phát triển tài năng bóng đá Việt Nam). FK Sarajevo nhiều lần đưa cầu thủ trẻ sang Việt Nam tập huấn và thi đấu giải trẻ.

## Danh hiệu

### Giải quốc nội
- Giải Ngoại hạng Bosnia và Herzegovina - Premijer Liga:
  - Vô địch (5): 1998–99, 2006–07, 2014–15, 2018–19, 2019–20
  - Á quân (6): 1994–95, 1996–97, 1997–98, 2005–06, 2010–11, 2012–13
- Giải Vô địch Liên bang Nam Tư - Yugoslav First League:
  - Vô địch (2): 1966–67, 1984–85
  - Á quân (2): 1964–65, 1979–80
- Giải hạng hai Liên bang Nam Tư - Yugoslav Second League:
  - Vô địch (1): 1948–49

#### Cup:
- Cúp Bosnia and Herzegovina:
  - Vô địch (7): 1996–97, 1997–98, 2001–02, 2004–05, 2013–14, 2018–19, 2020–21
  - Á quân (3): 1998–99, 2000–01, 2016–17
- Cúp Liên bang Nam Tư - Yugoslav Cup:
  - Á quân (2): 1966–67, 1982–83
- Siêu cúp Quốc gia Bosnia and Herzegovina:
  - Vô địch (1): 1997
  - Á quân (2): 1998, 1999

### Giải đấu châu lục
- Cúp C1 châu Âu - UEFA Champions League:
  - Vòng 16 đội (1): 1967–68
- Cúp C2 chấu Âu - UEFA Europa League:
  - Vòng 16 đội (1): 1982–83

### Cú đúp danh hiệu:
- Vô địch giải Ngoại hạng Bosnia và Herzegovina và Cup Quốc gia (1): 2018–19

## Đội hình
Tính đến 16 tháng 6 năm 2023
Ghi chú: Quốc kỳ chỉ đội tuyển quốc gia được xác định rõ trong điều lệ tư cách FIFA. Các cầu thủ có thể giữ hơn một quốc tịch ngoài FIFA.
| Số | VT | Quốc gia             | Cầu thủ                     |
| -- | -- | -------------------- | --------------------------- |
| 1  | TM | Bosna và Hercegovina | Muhamed Šahinović           |
| 3  | HV | Bosna và Hercegovina | Elvir Duraković             |
| 4  | HV | Bosna và Hercegovina | Muharem Trako               |
| 5  | HV | Bosna và Hercegovina | Hamza Bešić                 |
| 6  | HV | Bosna và Hercegovina | Enedin Mulalić              |
| 6  | HV | Bosna và Hercegovina | Samir Zeljković             |
| 7  | TĐ | Bosna và Hercegovina | Hamza Čataković             |
| 9  | TĐ | Brasil               | Renan Oliveira              |
| 10 | TV | Bosna và Hercegovina | Dal Varešanović             |
| 11 | TĐ | Ghana                | Francis Kyeremeh            |
| 13 | TM | Bosna và Hercegovina | Arman Šutković              |
| 15 | TV | Bosna và Hercegovina | Haris Ališah                |
| 17 | HV | Serbia               | Nemanja Tomašević           |
| 18 | TĐ | Gruzia               | Giorgi Guliashvili          |
| 20 | TV | Bosna và Hercegovina | Đani Salčin                 |
| 21 | HV | Bosna và Hercegovina | Besim Šerbečić (đội trưởng) |
| 22 | HV | Bosna và Hercegovina | Amar Beganović              |

| Số | VT | Quốc gia             | Cầu thủ                   |
| -- | -- | -------------------- | ------------------------- |
| 23 | HV | Bosna và Hercegovina | Slaviša Radović           |
| 27 | TV | Bắc Macedonia        | Daniel Avramovski         |
| 28 | HV | Bosna và Hercegovina | Marin Aničić              |
| 30 | TĐ | Bosna và Hercegovina | Irfan Ramić               |
| 31 | TV | Bosna và Hercegovina | Bakir Nurković            |
| 35 | TM | Bosna và Hercegovina | Belmin Dizdarević         |
| 50 | TV | Bosna và Hercegovina | Muhamed Buljubašić        |
| 66 | HV | Montenegro           | Ilija Martinović          |
| 77 | TV | Bosna và Hercegovina | Almedin Ziljkić (đội phó) |
| 98 | TV | Bosna và Hercegovina | Mirza Mustafić            |
| —  | HV | Bosna và Hercegovina | Amer Dupovac              |
| —  | HV | Bosna và Hercegovina | Mihajlo Jovašević         |
| —  | HV | Croatia              | Vinko Soldo               |
| —  | TV | Croatia              | Ivan Ikić                 |
| —  | TĐ | Bosna và Hercegovina | Faris Đelilbašić          |
| —  | TĐ | Bosna và Hercegovina | Kenan Dervišagić          |

## Đội bóng đá nữ
FK Sarajevo cũng điều hành một đội bóng đá nữ, SFK 2000 Sarajevo. Họ đã liên kết với đội nam kể từ năm 2015, khi sự hợp nhất được ký kết vào ngày 4 tháng 7 cùng năm.